# Canton de Bagnères-de-Luchon
Le canton de Bagnères-de-Luchon, appelé usuellement canton de Luchon par métonymie, est une circonscription électorale française du département de la Haute-Garonne.

## Histoire
Le canton de Bagnères-de-Luchon a été créé en 1801.
Un nouveau découpage territorial de la Haute-Garonne entre en vigueur à l’occasion des élections départementales de mars 2015, défini par le décret du 13 février 2014, en application des lois du 17 mai 2013 (loi organique 2013-402 et loi 2013-403). Les conseillers départementaux sont, à compter de ces élections, élus au scrutin majoritaire binominal mixte. Les électeurs de chaque canton élisent au Conseil départemental, nouvelle appellation du Conseil général, deux membres de sexe différent, qui se présentent en binôme de candidats. Les conseillers départementaux sont élus pour 6 ans au scrutin binominal majoritaire à deux tours, l’accès au second tour nécessitant 12,5 % des inscrits au 1er tour. En outre la totalité des conseillers départementaux est renouvelée. Ce nouveau mode de scrutin nécessite un redécoupage des cantons dont le nombre est divisé par deux avec arrondi à l’unité impaire supérieure si ce nombre n’est pas entier impair, assorti de conditions de seuils minimaux. Dans la Haute-Garonne, le nombre de cantons passe ainsi de 53 à 27. Le nombre de communes du canton de Bagnères-de-Luchon passe de 31 à 132.
Le nouveau canton de Bagnères-de-Luchon est formé de communes des anciens cantons de Barbazan (24 communes), de Bagnères-de-Luchon (31 communes), d’Aspet (21 communes), de Saint-Béat (22 communes), de Saint-Martory (12 communes) et de Salies-du-Salat (22 communes). Le canton est entièrement inclus dans l’arrondissement de Saint-Gaudens. Le bureau centralisateur est situé à Bagnères-de-Luchon.

## Géographie

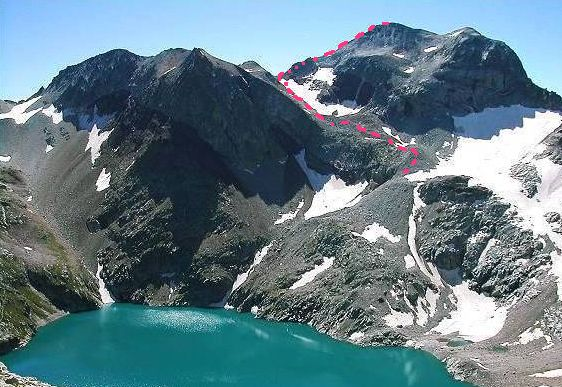
Pic Perdiguère, lac du Portillon.

Le canton correspond à la pointe sud du département de la Haute-Garonne et s’étend sur la vallée de la Pique (Luchonnais) et à la Vallée du Larboust.
Il communique avec le Val d'Aran (Espagne) par le Pont du Roi et le col du Portillon (1 293 m) et avec la vallée du Louron par le col de Peyresourde (1 569 m).
Il culmine au pic Perdiguère (3 222 m), le plus haut point de la Haute-Garonne.

## Représentation

### Conseillers généraux de 1833 à 2015
| Période      | Période              | Identité                  | Étiquette                | Qualité |
| ------------ | -------------------- | ------------------------- | ------------------------ | --- |
| 1833         | 1848                 | Dominique Martin          | Majorité ministérielle   | Propriétaire du château de Rachety Président de chambre à la Cour de Toulouse Député (1844-1848)                                      |
| 1848         | 1880                 | Charles Tron              | Bonapartiste             | Avocat, maire de Luchon Député (1849-1851, 1869-1870 et 1876-1881)                                                                    |
| 1880         | 1904                 | Edouard Azémar            | Républicain              | Médecin - Maire de Luchon (1892-1894)                                                                                                 |
| 1904         | 1910                 | Pierre Ferras             | Républicain Conservateur | Médecin des armées à Luchon, conseiller d'arrondissement                                                                              |
| 1910         | 1928                 | Paul Victor Bonnemaison   | Rad.soc.                 | Avocat Maire de Luchon (1894-1912) |
| 1928         | 1940                 | Guillaume Germès          | URD                      | Médecin Maire de Luchon (1919-1944) nommé conseiller départemental en 1943 Décédé en 1944                                             |
|              |                      |                           |                          | |
| 1945         | 1947 (décès)         | Jean Boularan             | Rad.                     | Professeur à la Faculté de Médecine de Toulouse                                                                                       |
| 1948         | 1949                 | Gaston Sanson             |                          | Chef des services administratifs à EDF Adjoint au Maire de Luchon                                                                     |
| 1949         | 1971 (démission)     | Alfred Coste-Floret       | MRP puis CD              | Maître des requêtes au Conseil d’État Maire de Luchon (1947-1971) Député (1946-1958)                                                  |
| 16 mai 1971  | 1977 (démission)     | Albert Castaigné          | UDR puis DVD             | Médecin Maire de Bagnères-de-Luchon (1971-1974)                                                                                       |
| 1977         | 1992                 | Jean Peyrafitte           | PS                       | Hôtelier Sénateur de 1980 à 1998 Maire de Bagnères-de-Luchon de 1974 à 1995                                                           |
| 1992         | février 2013 (décès) | Henri Denard              | PS                       | Assistant parlementaire Conseiller municipal de Cazaril-Laspènes Conseiller régional de 1986 à 2004 Vice-Président du Conseil général |
| février 2013 | 2015                 | Madeleine Gaillac-Estines | PS                       | Retraitée, Bagnères-de-Luchon |

### Conseillers d'arrondissement (de 1833 à 1940)
| Période                                  | Période | Identité                            | Étiquette          | Qualité |
| ---------------------------------------- | ------- | ----------------------------------- | ------------------ | --- |
| 1833                                     | 1848    | Mathieu Amable Soulérat (1798-1868) |                    | Notaire, avocat, juge de paix à Luchon                                                                      |
|                                          |         |                                     |                    | |
| 1877                                     | 1883    | Lucien Colomic                      |                    | Médecin, propriétaire à Bagnères, Président de la Société de Saint-Jean-Baptiste                            |
| 1883                                     | 1901    | Pierre Ferras                       | Républicain modéré | Médecin des armées à Luchon                                                                                 |
| 1901                                     | 1907    | M. Sors                             |                    | Propriétaire à Luchon                                                                                       |
| 1907                                     | 1919    | Henri Sammuller                     | Radical            | Brasseur à Luchon                                                                                           |
| 1919                                     | 1937    | Bertrand de Gorsse                  | Républicain modéré | Médecin, ancien premier adjoint au maire de Luchon                                                          |
| 1937                                     | 1940    | Honoré-Aimé Verdalle                | Radical            | Limonadier, conseiller municipal de Luchon                                                                  |
| 1940                                     |         |                                     |                    | Les conseils d'arrondissement ont été suspendus par la loi du 12 octobre 1940 et n'ont jamais été réactivés |
| Les données manquantes sont à compléter. |         |                                     |                    | |

### Conseillers départementaux après 2015
| Période élective | Période élective | Mandat | Mandat | Identité          | Nuance | Nuance | Qualité |
| ---------------- | ---------------- | ------ | ------ | ----------------- | ------ | ------ | --- |
| 2015             | 2021             | 2015   | 2021   | Patrice Rival     |        | PS     | Maire de Saint-Pé-d'Ardet (depuis 2008) Vice-président de la Commission Permanente, chargé de l'Agriculture, de la Ruralité, de la Montagne et du Thermalisme               |
| 2015             | 2021             | 2015   | 2021   | Roselyne Artigues |        | PS     | Adjointe à la mairie de Montastruc-de-Salies Présidente de la Communauté de communes du canton de Salies-du-Salat (2008-2016)                                               |
| 2021             | 2028             | 2021   | 2021   | Patrice Rival     |        | PS     | Retraité de la fonction publique, maire de Saint-Pé-d'Ardet (2008-2022) 13e Vice-président du conseil départemental de la Haute-Garonne (Ruralité - Montagne - Thermalisme) |
| 2021             | 2028             | 2021   | 2021   | Roselyne Artigues |        | PS     | Professeur à la retraite, adjointe à la mairie de Montastruc-de-Salies Présidente de la commission Tourisme - Thermalisme - Montagne                                        |

### Résultats détaillés

#### Élections de mars 2015
À l'issue du 1er tour des élections départementales de 2015, deux binômes sont en ballottage : Patrice Rival et Roselyne Artigues (PS, 38,69 %) et Gisèle Chimenti et Denis Sourd (FN, 23,15 %). Le taux de participation est de 55,75 % (16 271 votants sur 29 188 inscrits) contre 52,11 % au niveau départemental et 50,17 % au niveau national.
Au second tour, Patrice Rival et Roselyne Artigues (PS) sont élus avec 69,11 % des suffrages exprimés et un taux de participation de 57,49 % (10 257 voix pour 16 776 votants et 29 183 inscrits).

#### Élections de juin 2021
Le premier tour des élections départementales de 2021 est marqué par un très faible taux de participation (33,26 % au niveau national). Dans le canton de Bagnères-de-Luchon, ce taux de participation est de 44,5 % (12 749 votants sur 28 649 inscrits) contre 36,67 % au niveau départemental. À l'issue de ce premier tour, deux binômes sont en ballottage : Roselyne Artigues et Patrice Rival (Union à gauche, 51,92 %) et Gisèle Chimenti et Michel Oliver (RN, 18,86 %).
Le second tour des élections est marqué une nouvelle fois par une abstention massive équivalente au premier tour. Les taux de participation sont de 34,36 % au niveau national, 36,26 % dans le département et 44,99 % dans le canton de Bagnères-de-Luchon. Roselyne Artigues et Patrice Rival (Union à gauche) sont élus avec 78,83 % des suffrages exprimés (9 311 voix pour 12 859 votants et 28 584 inscrits),,. 

## Composition

### Composition avant 2015
Le canton rassemblait 31 communes.
| Nom                            | Code Insee | Codepostal | Superficie (km2) | Population (dernière pop. légale) | Densité (hab./km2) |
| ------------------------------ | ---------- | ---------- | ---------------- | --------------------------------- | ------------------ |
| Bagnères-de-Luchon (chef-lieu) | 31042      | 31110      | 52,80            | 2 574 (2012)                      | 49                 |
| Antignac                       | 31010      | 31110      | 5,80             | 108 (2012)                        | 19                 |
| Artigue                        | 31019      | 31110      | 9,72             | 32 (2012)                         | 3,3                |
| Benque-Dessous-et-Dessus       | 31064      | 31110      | 3,72             | 25 (2012)                         | 6,7                |
| Billière                       | 31068      | 31110      | 2,18             | 24 (2012)                         | 11                 |
| Bourg-d'Oueil                  | 31081      | 31110      | 9,52             | 9 (2012)                          | 0,95               |
| Castillon-de-Larboust          | 31123      | 31110      | 20,67            | 55 (2012)                         | 2,7                |
| Cathervielle                   | 31125      | 31110      | 3,70             | 36 (2012)                         | 9,7                |
| Caubous                        | 31127      | 31110      | 3,78             | 5 (2012)                          | 1,3                |
| Cazarilh-Laspènes              | 31129      | 31110      | 2,37             | 25 (2012)                         | 11                 |
| Cazeaux-de-Larboust            | 31133      | 31110      | 19,14            | 95 (2012)                         | 5                  |
| Cier-de-Luchon                 | 31142      | 31110      | 10,59            | 243 (2012)                        | 23                 |
| Cirès                          | 31146      | 31110      | 5,11             | 12 (2012)                         | 2,3                |
| Garin                          | 31213      | 31110      | 5,62             | 134 (2012)                        | 24                 |
| Gouaux-de-Larboust             | 31221      | 31110      | 10,67            | 57 (2012)                         | 5,3                |
| Gouaux-de-Luchon               | 31222      | 31110      | 14,49            | 48 (2012)                         | 3,3                |
| Jurvielle                      | 31242      | 31110      | 5,79             | 22 (2012)                         | 3,8                |
| Juzet-de-Luchon                | 31244      | 31110      | 6,80             | 384 (2012)                        | 56                 |
| Mayrègne                       | 31335      | 31110      | 5,19             | 29 (2012)                         | 5,6                |
| Montauban-de-Luchon            | 31360      | 31110      | 6,02             | 481 (2012)                        | 80                 |
| Moustajon                      | 31394      | 31110      | 2,30             | 171 (2012)                        | 74                 |
| Oô                             | 31404      | 31110      | 32,53            | 106 (2012)                        | 3,3                |
| Portet-de-Luchon               | 31432      | 31110      | 4,11             | 34 (2012)                         | 8,3                |
| Poubeau                        | 31434      | 31110      | 4,21             | 73 (2012)                         | 17                 |
| Saccourvielle                  | 31465      | 31110      | 3,41             | 14 (2012)                         | 4,1                |
| Saint-Aventin                  | 31470      | 31110      | 17,40            | 96 (2012)                         | 5,5                |
| Saint-Mamet                    | 31500      | 31110      | 11,16            | 570 (2012)                        | 51                 |
| Saint-Paul-d'Oueil             | 31508      | 31110      | 7,46             | 44 (2012)                         | 5,9                |
| Salles-et-Pratviel             | 31524      | 31110      | 2,12             | 144 (2012)                        | 68                 |
| Sode                           | 31549      | 31110      | 5,53             | 21 (2012)                         | 3,8                |
| Trébons-de-Luchon              | 31559      | 31110      | 0,83             | 7 (2012)                          | 8,4                |

### Composition à partir de 2015
Lors du redécoupage de 2014, le nouveau canton de Bagnères-de-Luchon comprenait cent trente-deux communes entières.
À la suite de la fusion, au 1er janvier 2019, de Lez et de Saint-Béat pour former la commune de Saint-Béat-Lez, le nombre de communes descend à 131.
| Nom                                        | Code Insee | Intercommunalité                 | Superficie (km2) | Population (dernière pop. légale) | Densité (hab./km2) | Modifier                                    |
| ------------------------------------------ | ---------- | -------------------------------- | ---------------- | --------------------------------- | ------------------ | ------------------------------------------- |
| Bagnères-de-Luchon (bureau centralisateur) | 31042      | CC des Pyrénées Haut-Garonnaises | 52,80            | 2 081 (2022)                      | 39                 | modifier les données · modifier les données |
| Antichan-de-Frontignes                     | 31009      | CC des Pyrénées Haut-Garonnaises | 4,27             | 171 (2022)                        | 40                 | modifier les données · modifier les données |
| Antignac                                   | 31010      | CC des Pyrénées Haut-Garonnaises | 5,80             | 86 (2022)                         | 15                 | modifier les données · modifier les données |
| Arbas                                      | 31011      | CC Cagire Garonne Salat          | 7,32             | 285 (2022)                        | 39                 | modifier les données · modifier les données |
| Arbon                                      | 31012      | CC Cagire Garonne Salat          | 4,47             | 94 (2022)                         | 21                 | modifier les données · modifier les données |
| Ardiège                                    | 31013      | CC des Pyrénées Haut-Garonnaises | 3,76             | 372 (2022)                        | 99                 | modifier les données · modifier les données |
| Arguenos                                   | 31014      | CC Cagire Garonne Salat          | 11,09            | 89 (2022)                         | 8,0                | modifier les données · modifier les données |
| Argut-Dessous                              | 31015      | CC des Pyrénées Haut-Garonnaises | 2,70             | 22 (2022)                         | 8,1                | modifier les données · modifier les données |
| Arlos                                      | 31017      | CC des Pyrénées Haut-Garonnaises | 9,41             | 104 (2022)                        | 11                 | modifier les données · modifier les données |
| Arnaud-Guilhem                             | 31018      | CC Cagire Garonne Salat          | 7,70             | 231 (2022)                        | 30                 | modifier les données · modifier les données |
| Artigue                                    | 31019      | CC des Pyrénées Haut-Garonnaises | 9,72             | 32 (2022)                         | 3,3                | modifier les données · modifier les données |
| Aspet                                      | 31020      | CC Cagire Garonne Salat          | 26,37            | 914 (2022)                        | 35                 | modifier les données · modifier les données |
| Ausseing                                   | 31030      | CC Cagire Garonne Salat          | 5,88             | 87 (2022)                         | 15                 | modifier les données · modifier les données |
| Auzas                                      | 31034      | CC Cagire Garonne Salat          | 7,89             | 222 (2022)                        | 28                 | modifier les données · modifier les données |
| Bachos                                     | 31040      | CC des Pyrénées Haut-Garonnaises | 2,67             | 33 (2022)                         | 12                 | modifier les données · modifier les données |
| Bagiry                                     | 31041      | CC des Pyrénées Haut-Garonnaises | 2,78             | 107 (2022)                        | 38                 | modifier les données · modifier les données |
| Barbazan                                   | 31045      | CC des Pyrénées Haut-Garonnaises | 6,05             | 507 (2022)                        | 84                 | modifier les données · modifier les données |
| Baren                                      | 31046      | CC des Pyrénées Haut-Garonnaises | 3,06             | 11 (2022)                         | 3,6                | modifier les données · modifier les données |
| Beauchalot                                 | 31050      | CC Cagire Garonne Salat          | 6,33             | 659 (2022)                        | 104                | modifier les données · modifier les données |
| Belbèze-en-Comminges                       | 31059      | CC Cagire Garonne Salat          | 9,56             | 109 (2022)                        | 11                 | modifier les données · modifier les données |
| Benque-Dessous-et-Dessus                   | 31064      | CC des Pyrénées Haut-Garonnaises | 3,72             | 29 (2022)                         | 7,8                | modifier les données · modifier les données |
| Bezins-Garraux                             | 31067      | CC des Pyrénées Haut-Garonnaises | 7,71             | 44 (2022)                         | 5,7                | modifier les données · modifier les données |
| Billière                                   | 31068      | CC des Pyrénées Haut-Garonnaises | 2,18             | 34 (2022)                         | 16                 | modifier les données · modifier les données |
| Binos                                      | 31590      | CC des Pyrénées Haut-Garonnaises | 1,96             | 42 (2022)                         | 21                 | modifier les données · modifier les données |
| Bourg-d'Oueil                              | 31081      | CC des Pyrénées Haut-Garonnaises | 9,52             | 13 (2022)                         | 1,4                | modifier les données · modifier les données |
| Boutx                                      | 31085      | CC des Pyrénées Haut-Garonnaises | 47,28            | 253 (2022)                        | 5,4                | modifier les données · modifier les données |
| Burgalays                                  | 31092      | CC des Pyrénées Haut-Garonnaises | 5,05             | 122 (2022)                        | 24                 | modifier les données · modifier les données |
| Cabanac-Cazaux                             | 31095      | CC Cagire Garonne Salat          | 3,81             | 130 (2022)                        | 34                 | modifier les données · modifier les données |
| Cassagne                                   | 31110      | CC Cagire Garonne Salat          | 10,97            | 644 (2022)                        | 59                 | modifier les données · modifier les données |
| Castagnède                                 | 31112      | CC Cagire Garonne Salat          | 3,32             | 178 (2022)                        | 54                 | modifier les données · modifier les données |
| Castelbiague                               | 31114      | CC Cagire Garonne Salat          | 5,84             | 243 (2022)                        | 42                 | modifier les données · modifier les données |
| Castillon-de-Larboust                      | 31123      | CC des Pyrénées Haut-Garonnaises | 20,67            | 81 (2022)                         | 3,9                | modifier les données · modifier les données |
| Castillon-de-Saint-Martory                 | 31124      | CC Cagire Garonne Salat          | 10,98            | 399 (2022)                        | 36                 | modifier les données · modifier les données |
| Cathervielle                               | 31125      | CC des Pyrénées Haut-Garonnaises | 3,70             | 32 (2022)                         | 8,6                | modifier les données · modifier les données |
| Caubous                                    | 31127      | CC des Pyrénées Haut-Garonnaises | 3,78             | 3 (2022)                          | 0,79               | modifier les données · modifier les données |
| Cazarilh-Laspènes                          | 31129      | CC des Pyrénées Haut-Garonnaises | 2,37             | 14 (2022)                         | 5,9                | modifier les données · modifier les données |
| Cazaunous                                  | 31131      | CC Cagire Garonne Salat          | 4,66             | 65 (2022)                         | 14                 | modifier les données · modifier les données |
| Cazaux-Layrisse                            | 31132      | CC des Pyrénées Haut-Garonnaises | 2,76             | 61 (2022)                         | 22                 | modifier les données · modifier les données |
| Cazeaux-de-Larboust                        | 31133      | CC des Pyrénées Haut-Garonnaises | 19,14            | 93 (2022)                         | 4,9                | modifier les données · modifier les données |
| Chaum                                      | 31139      | CC des Pyrénées Haut-Garonnaises | 5,70             | 197 (2022)                        | 35                 | modifier les données · modifier les données |
| Chein-Dessus                               | 31140      | CC Cagire Garonne Salat          | 12,69            | 207 (2022)                        | 16                 | modifier les données · modifier les données |
| Cier-de-Luchon                             | 31142      | CC des Pyrénées Haut-Garonnaises | 10,59            | 228 (2022)                        | 22                 | modifier les données · modifier les données |
| Cier-de-Rivière                            | 31143      | CC des Pyrénées Haut-Garonnaises | 9,26             | 267 (2022)                        | 29                 | modifier les données · modifier les données |
| Cierp-Gaud                                 | 31144      | CC des Pyrénées Haut-Garonnaises | 13,90            | 696 (2022)                        | 50                 | modifier les données · modifier les données |
| Cirès                                      | 31146      | CC des Pyrénées Haut-Garonnaises | 5,11             | 11 (2022)                         | 2,2                | modifier les données · modifier les données |
| Couret                                     | 31155      | CC Cagire Garonne Salat          | 4,34             | 229 (2022)                        | 53                 | modifier les données · modifier les données |
| Encausse-les-Thermes                       | 31167      | CC Cagire Garonne Salat          | 8,15             | 673 (2022)                        | 83                 | modifier les données · modifier les données |
| Escoulis                                   | 31591      | CC Cagire Garonne Salat          | 4,64             | 77 (2022)                         | 17                 | modifier les données · modifier les données |
| Estadens                                   | 31174      | CC Cagire Garonne Salat          | 17,47            | 526 (2022)                        | 30                 | modifier les données · modifier les données |
| Esténos                                    | 31176      | CC des Pyrénées Haut-Garonnaises | 3,41             | 193 (2022)                        | 57                 | modifier les données · modifier les données |
| Eup                                        | 31177      | CC des Pyrénées Haut-Garonnaises | 2,22             | 137 (2022)                        | 62                 | modifier les données · modifier les données |
| Figarol                                    | 31183      | CC Cagire Garonne Salat          | 11,60            | 313 (2022)                        | 27                 | modifier les données · modifier les données |
| Fos                                        | 31190      | CC des Pyrénées Haut-Garonnaises | 18,17            | 241 (2022)                        | 13                 | modifier les données · modifier les données |
| Fougaron                                   | 31191      | CC Cagire Garonne Salat          | 9,14             | 109 (2022)                        | 12                 | modifier les données · modifier les données |
| Francazal                                  | 31195      | CC Cagire Garonne Salat          | 5,46             | 28 (2022)                         | 5,1                | modifier les données · modifier les données |
| Le Fréchet                                 | 31198      | CC Cagire Garonne Salat          | 4,21             | 120 (2022)                        | 29                 | modifier les données · modifier les données |
| Fronsac                                    | 31199      | CC des Pyrénées Haut-Garonnaises | 4,15             | 188 (2022)                        | 45                 | modifier les données · modifier les données |
| Frontignan-de-Comminges                    | 31200      | CC des Pyrénées Haut-Garonnaises | 2,53             | 78 (2022)                         | 31                 | modifier les données · modifier les données |
| Galié                                      | 31207      | CC des Pyrénées Haut-Garonnaises | 2,86             | 86 (2022)                         | 30                 | modifier les données · modifier les données |
| Ganties                                    | 31208      | CC Cagire Garonne Salat          | 12,03            | 305 (2022)                        | 25                 | modifier les données · modifier les données |
| Garin                                      | 31213      | CC des Pyrénées Haut-Garonnaises | 5,62             | 150 (2022)                        | 27                 | modifier les données · modifier les données |
| Génos                                      | 31217      | CC des Pyrénées Haut-Garonnaises | 3,47             | 73 (2022)                         | 21                 | modifier les données · modifier les données |
| Gouaux-de-Larboust                         | 31221      | CC des Pyrénées Haut-Garonnaises | 10,67            | 41 (2022)                         | 3,8                | modifier les données · modifier les données |
| Gouaux-de-Luchon                           | 31222      | CC des Pyrénées Haut-Garonnaises | 14,49            | 43 (2022)                         | 3,0                | modifier les données · modifier les données |
| Gourdan-Polignan                           | 31224      | CC des Pyrénées Haut-Garonnaises | 5,26             | 1 177 (2022)                      | 224                | modifier les données · modifier les données |
| Guran                                      | 31235      | CC des Pyrénées Haut-Garonnaises | 5,28             | 58 (2022)                         | 11                 | modifier les données · modifier les données |
| Herran                                     | 31236      | CC Cagire Garonne Salat          | 15,37            | 72 (2022)                         | 4,7                | modifier les données · modifier les données |
| His                                        | 31237      | CC Cagire Garonne Salat          | 5,05             | 236 (2022)                        | 47                 | modifier les données · modifier les données |
| Huos                                       | 31238      | CC des Pyrénées Haut-Garonnaises | 4,09             | 492 (2022)                        | 120                | modifier les données · modifier les données |
| Izaut-de-l'Hôtel                           | 31241      | CC Cagire Garonne Salat          | 9,68             | 293 (2022)                        | 30                 | modifier les données · modifier les données |
| Jurvielle                                  | 31242      | CC des Pyrénées Haut-Garonnaises | 5,79             | 20 (2022)                         | 3,5                | modifier les données · modifier les données |
| Juzet-d'Izaut                              | 31245      | CC Cagire Garonne Salat          | 15,74            | 181 (2022)                        | 11                 | modifier les données · modifier les données |
| Juzet-de-Luchon                            | 31244      | CC des Pyrénées Haut-Garonnaises | 6,80             | 372 (2022)                        | 55                 | modifier les données · modifier les données |
| Labroquère                                 | 31255      | CC des Pyrénées Haut-Garonnaises | 4,37             | 323 (2022)                        | 74                 | modifier les données · modifier les données |
| Laffite-Toupière                           | 31260      | CC Cagire Garonne Salat          | 4,84             | 95 (2022)                         | 20                 | modifier les données · modifier les données |
| Lège                                       | 31290      | CC des Pyrénées Haut-Garonnaises | 2,72             | 33 (2022)                         | 12                 | modifier les données · modifier les données |
| Lestelle-de-Saint-Martory                  | 31296      | CC Cagire Garonne Salat          | 9,40             | 434 (2022)                        | 46                 | modifier les données · modifier les données |
| Lourde                                     | 31306      | CC des Pyrénées Haut-Garonnaises | 1,24             | 113 (2022)                        | 91                 | modifier les données · modifier les données |
| Luscan                                     | 31308      | CC des Pyrénées Haut-Garonnaises | 3,33             | 45 (2022)                         | 14                 | modifier les données · modifier les données |
| Malvezie                                   | 31313      | CC des Pyrénées Haut-Garonnaises | 8,52             | 111 (2022)                        | 13                 | modifier les données · modifier les données |
| Mancioux                                   | 31314      | CC Cagire Garonne Salat          | 7,22             | 379 (2022)                        | 52                 | modifier les données · modifier les données |
| Mane                                       | 31315      | CC Cagire Garonne Salat          | 6,59             | 961 (2022)                        | 146                | modifier les données · modifier les données |
| Marignac                                   | 31316      | CC des Pyrénées Haut-Garonnaises | 12,95            | 488 (2022)                        | 38                 | modifier les données · modifier les données |
| Marsoulas                                  | 31321      | CC Cagire Garonne Salat          | 2,40             | 141 (2022)                        | 59                 | modifier les données · modifier les données |
| Martres-de-Rivière                         | 31323      | CC des Pyrénées Haut-Garonnaises | 3,59             | 418 (2022)                        | 116                | modifier les données · modifier les données |
| Mayrègne                                   | 31335      | CC des Pyrénées Haut-Garonnaises | 5,19             | 30 (2022)                         | 5,8                | modifier les données · modifier les données |
| Mazères-sur-Salat                          | 31336      | CC Cagire Garonne Salat          | 6,68             | 631 (2022)                        | 94                 | modifier les données · modifier les données |
| Melles                                     | 31337      | CC des Pyrénées Haut-Garonnaises | 45,32            | 85 (2022)                         | 1,9                | modifier les données · modifier les données |
| Milhas                                     | 31342      | CC Cagire Garonne Salat          | 19,68            | 191 (2022)                        | 9,7                | modifier les données · modifier les données |
| Moncaup                                    | 31348      | CC Cagire Garonne Salat          | 7,14             | 36 (2022)                         | 5,0                | modifier les données · modifier les données |
| Mont-de-Galié                              | 31369      | CC des Pyrénées Haut-Garonnaises | 2,42             | 26 (2022)                         | 11                 | modifier les données · modifier les données |
| Montastruc-de-Salies                       | 31357      | CC Cagire Garonne Salat          | 16,12            | 306 (2022)                        | 19                 | modifier les données · modifier les données |
| Montauban-de-Luchon                        | 31360      | CC des Pyrénées Haut-Garonnaises | 6,02             | 506 (2022)                        | 84                 | modifier les données · modifier les données |
| Montespan                                  | 31372      | CC Cagire Garonne Salat          | 12,57            | 466 (2022)                        | 37                 | modifier les données · modifier les données |
| Montgaillard-de-Salies                     | 31376      | CC Cagire Garonne Salat          | 6,04             | 106 (2022)                        | 18                 | modifier les données · modifier les données |
| Montsaunès                                 | 31391      | CC Cagire Garonne Salat          | 9,12             | 455 (2022)                        | 50                 | modifier les données · modifier les données |
| Moustajon                                  | 31394      | CC des Pyrénées Haut-Garonnaises | 2,30             | 127 (2022)                        | 55                 | modifier les données · modifier les données |
| Oô                                         | 31404      | CC des Pyrénées Haut-Garonnaises | 32,53            | 103 (2022)                        | 3,2                | modifier les données · modifier les données |
| Ore                                        | 31405      | CC des Pyrénées Haut-Garonnaises | 2,86             | 121 (2022)                        | 42                 | modifier les données · modifier les données |
| Payssous                                   | 31408      | CC des Pyrénées Haut-Garonnaises | 4,08             | 81 (2022)                         | 20                 | modifier les données · modifier les données |
| Pointis-de-Rivière                         | 31426      | CC des Pyrénées Haut-Garonnaises | 6,58             | 835 (2022)                        | 127                | modifier les données · modifier les données |
| Portet-d'Aspet                             | 31431      | CC Cagire Garonne Salat          | 13,93            | 62 (2022)                         | 4,5                | modifier les données · modifier les données |
| Portet-de-Luchon                           | 31432      | CC des Pyrénées Haut-Garonnaises | 4,11             | 38 (2022)                         | 9,2                | modifier les données · modifier les données |
| Poubeau                                    | 31434      | CC des Pyrénées Haut-Garonnaises | 4,21             | 79 (2022)                         | 19                 | modifier les données · modifier les données |
| Proupiary                                  | 31440      | CC Cagire Garonne Salat          | 4,95             | 64 (2022)                         | 13                 | modifier les données · modifier les données |
| Razecueillé                                | 31447      | CC Cagire Garonne Salat          | 6,50             | 31 (2022)                         | 4,8                | modifier les données · modifier les données |
| Roquefort-sur-Garonne                      | 31457      | CC Cagire Garonne Salat          | 13,56            | 799 (2022)                        | 59                 | modifier les données · modifier les données |
| Rouède                                     | 31461      | CC Cagire Garonne Salat          | 6,20             | 289 (2022)                        | 47                 | modifier les données · modifier les données |
| Saccourvielle                              | 31465      | CC des Pyrénées Haut-Garonnaises | 3,41             | 22 (2022)                         | 6,5                | modifier les données · modifier les données |
| Saint-Aventin                              | 31470      | CC des Pyrénées Haut-Garonnaises | 17,40            | 63 (2022)                         | 3,6                | modifier les données · modifier les données |
| Saint-Béat-Lez                             | 31471      | CC des Pyrénées Haut-Garonnaises | 9,97             | 385 (2022)                        | 39                 | modifier les données · modifier les données |
| Saint-Bertrand-de-Comminges                | 31472      | CC des Pyrénées Haut-Garonnaises | 11,17            | 233 (2022)                        | 21                 | modifier les données · modifier les données |
| Saint-Mamet                                | 31500      | CC des Pyrénées Haut-Garonnaises | 11,16            | 552 (2022)                        | 49                 | modifier les données · modifier les données |
| Saint-Martory                              | 31503      | CC Cagire Garonne Salat          | 8,30             | 1 039 (2022)                      | 125                | modifier les données · modifier les données |
| Saint-Médard                               | 31504      | CC Cagire Garonne Salat          | 5,32             | 224 (2022)                        | 42                 | modifier les données · modifier les données |
| Saint-Paul-d'Oueil                         | 31508      | CC des Pyrénées Haut-Garonnaises | 7,46             | 42 (2022)                         | 5,6                | modifier les données · modifier les données |
| Saint-Pé-d'Ardet                           | 31509      | CC des Pyrénées Haut-Garonnaises | 3,47             | 166 (2022)                        | 48                 | modifier les données · modifier les données |
| Saleich                                    | 31521      | CC Cagire Garonne Salat          | 14,29            | 337 (2022)                        | 24                 | modifier les données · modifier les données |
| Salies-du-Salat                            | 31523      | CC Cagire Garonne Salat          | 6,81             | 1 737 (2022)                      | 255                | modifier les données · modifier les données |
| Salles-et-Pratviel                         | 31524      | CC des Pyrénées Haut-Garonnaises | 2,12             | 127 (2022)                        | 60                 | modifier les données · modifier les données |
| Sauveterre-de-Comminges                    | 31535      | CC des Pyrénées Haut-Garonnaises | 30,52            | 704 (2022)                        | 23                 | modifier les données · modifier les données |
| Seilhan                                    | 31542      | CC des Pyrénées Haut-Garonnaises | 4,68             | 209 (2022)                        | 45                 | modifier les données · modifier les données |
| Sengouagnet                                | 31544      | CC Cagire Garonne Salat          | 18,60            | 225 (2022)                        | 12                 | modifier les données · modifier les données |
| Sepx                                       | 31545      | CC Cagire Garonne Salat          | 12,37            | 200 (2022)                        | 16                 | modifier les données · modifier les données |
| Signac                                     | 31548      | CC des Pyrénées Haut-Garonnaises | 3,51             | 41 (2022)                         | 12                 | modifier les données · modifier les données |
| Sode                                       | 31549      | CC des Pyrénées Haut-Garonnaises | 5,53             | 20 (2022)                         | 3,6                | modifier les données · modifier les données |
| Soueich                                    | 31550      | CC Cagire Garonne Salat          | 11,33            | 517 (2022)                        | 46                 | modifier les données · modifier les données |
| Touille                                    | 31554      | CC Cagire Garonne Salat          | 6,49             | 248 (2022)                        | 38                 | modifier les données · modifier les données |
| Trébons-de-Luchon                          | 31559      | CC des Pyrénées Haut-Garonnaises | 0,83             | 8 (2022)                          | 9,6                | modifier les données · modifier les données |
| Urau                                       | 31562      | CC Cagire Garonne Salat          | 18,45            | 116 (2022)                        | 6,3                | modifier les données · modifier les données |
| Valcabrère                                 | 31564      | CC des Pyrénées Haut-Garonnaises | 1,61             | 150 (2022)                        | 93                 | modifier les données · modifier les données |
| Canton de Bagnères-de-Luchon               | 3102       |                                  | 1 154,07         | 33 186 (2022)                     | 29                 | modifier les données                        |

## Démographie

### Démographie avant 2015
| 1962  | 1968  | 1975  | 1982  | 1990  | 1999  | 2006  | 2011  | 2012  |
| ----- | ----- | ----- | ----- | ----- | ----- | ----- | ----- | ----- |
| 6 443 | 6 531 | 5 919 | 5 947 | 5 895 | 5 840 | 5 607 | 5 674 | 5 678 |

### Démographie depuis 2015
En 2022, le canton comptait 33 186 habitants, en évolution de −0,23 % par rapport à 2016 (Haute-Garonne : +8,02 %, France hors Mayotte : +2,11 %).
| 2013   | 2018   | 2022   |
| ------ | ------ | ------ |
| 33 616 | 33 271 | 33 186 |